# 요코야마 레이나
요코야마 레이나(일본어: 横山玲奈, 2001년 2월 22일 ~ )는 일본의 여성 아이돌 그룹 모닝구무스메의 멤버. 연예사무소 업프런트 프로모션 소속. 사이타마현 출신.

## 개요
2016년 1월부터 실시된 13기 멤버「모닝구무스메'16「신세기」오디션」에 응모. 3차 심사까지 진출했다.
동년 8월, 하로프로 연수생에 가입.
동년 9월 4일,「하로프로 연수생 발표회 2016 9월 ~SINGING!~」에서 스테이지상에서 퍼포먼스를 처음 발표.
동년 11월 3일 ~ 20일, 도쿄 이케부쿠로 시어터 그린 BIG TREE THEATER에서 상연된 무대「네가포포」에 출연.
동년 12월 12일,「모닝구무스메'16 콘서트 투어 가을 ~MY VISION~」일본 무도관 공연에서 리더 후쿠무라 미즈키부터 카가 카에데와 함께 13기 멤버로서 모닝구무스메에 가입하는 것이 발표되었다.
2025년 7월 10일, 하가 아카네와 함께 2025년 가을 투어를 기해 모닝구무스메。'25 그리고 헬로! 프로젝트를 졸업하는 것을 발표. 졸업 후, 연예계를 은퇴할 예정이다.

## 인물
취미는 노래 부르기, 춤추기. 특기는 재즈 댄스, 알토 색소폰을 부는 것. 재즈 댄스를 유치원 때 시작했다.

## 출연

### 라디오
- 모닝구무스메'17 모닝 다이어리 (2017년 4월 6일 ~ 2025년 가을, FM 후지)
- 영타운 토요일 (2017년 12월 16일 ~ 2025년 가을, MBS라디오)

### Blu-ray
- First REINA YOKOYAMA (2018년 7월 4일)

## 서적

### 사진집
- 1st 솔로 사진집「THIS IS REINA」(2018년 6월 27일, 와니북스) ISBN 978-4-8470-8126-2
- 2nd 솔로 사진집「REINA is eighteen～N to S～」(2019년 8월 27일, 와니북스) ISBN 978-4-8470-8231-3

## 소속 유닛
- 모닝구무스메 (2016년 ~ 2025년 가을)